# Krzysztof Boruń
Krzysztof Boruń (23 tháng 11 năm 1923 - 22 tháng 5 năm 2000) là một nhà vật lý, nhà báo và nhà văn chuyên viết về khoa học viễn tưởng Ba Lan. Ông là tác giả của một số bài tiểu luận, bài báo và tiểu thuyết. Boruń được mô tả là "người có tầm nhìn xa về du hành vũ trụ" 

## Tiểu sử

### Thời niên thiếu và Thế chiến II
Krzysztof Boruń sinh ngày 29 tháng 11 năm 1923 tại thị trấn Częstochowa, Ba Lan. Từ năm 1943 đến năm 1945, ông làm giáo viên dạy môn vật lý và toán học. Trong Chiến tranh thế giới thứ hai, ông là thành viên của phong trào kháng chiến Ba Lan Armia Krajowa, tham gia Khởi nghĩa Warszawa.

### Thời hậu chiến
Sau chiến tranh, ông làm phóng viên cho nhật báo " Ilustrowany Kurier Polski " và tuần báo " Tygodnik Demokratyczny ".
Boruń trở thành thành viên của hội Nhà văn Ba Lan. Trong thời gian làm báo, ông viết nhiều bài báo chủ yếu liên quan đến chủ đề tâm lý học, vật lý học, xã hội học, thiên văn học, tâm lý học, điều khiển học và tương lai học.
Krzysztof Boruń tích cực phổ biến khoa học, ông đã viết các bài báo cho phần du hành vũ trụ và thiên văn học cho tạp chí khoa học phổ thông định kỳ " Kto, Kiedy, Dlaczego " (tiếng Ba Lan: "Ai, Khi nào, Tại sao"). Bài báo của ông trên tạp chí định kỳ bày tỏ sự chỉ trích chương trình vũ trụ Liên Xô, đặc biệt là quyết định không đưa Laika, chú chó đầu tiên vào không gian trở lại Trái Đất một cách an toàn.
Từ năm 1982 đến năm 1984, ông là tổng biên tập của các tạp chí định kỳ Astronautyka và Postępy Astronautyki, cả hai đều chuyên về du hành vũ trụ và nghiên cứu không gian.

### Niềm tin cá nhân
Ông là một người theo chủ nghĩa vô thần từ năm 12 tuổi, nhưng sau đó khi lớn lên, ông theo thuyết bất khả tri, lập luận về khả năng tồn tại của một vị thần. Trong một số ấn phẩm, ông đã thảo luận về các vấn đề đức tin, tâm lý học, tôn giáo, thuyết luân hồi và cuộc sống sau khi chết. Ông vẫn cởi mở với nhiều cách giải thích về thực tại, thừa nhận rằng một số sự kiện không thể giải thích đầy đủ bằng khoa học đương đại. Tuy nhiên, ông vẫn tin rằng những khám phá khoa học sâu hơn cuối cùng sẽ cung cấp tất cả câu trả lời cho những vấn đề vẫn còn là bí ẩn đối với những người cùng thời với ông.

## Tác phẩm nổi bật

### Tiểu thuyết
- Zagubiona przyszłość, (đồng tác giả: Andrzej Trepka), (1954).
- Proxima [pl], (đồng tác giả: Andrzej Trepka), (1956).
- Kosmiczni bracia, (đồng tác giả: Andrzej Trepka), (1959).
- Próg nieśmiertelności (1975).
- Ósmy krąg piekieł (1978).
- Małe zielone ludziki I (1985).
- Małe zielone ludziki II (1985).
- Jasnowidzenia inżyniera Szarka (1990).

### Tuyển tập truyện ngắn
- Spadkobiercy (1958) - tuyển tập gồm các truyện ngắn của Boruń.
- Antyświat i inne opowiadania fantastyczno-naukowe (1960)
- Toccata (1980).
- Człowiek z mgły (1986).

### Các ấn phẩm khác
- Księżyc zdobyty (1956)
- Tajemnice parapsychologii, (đồng tác giả: S. Manczarski), (1982)
- Mały słownik cybernetyczny (1973)
- Kto, kiedy, dlaczego? - (tạp chí khoa học phổ biến, Boruń viết phần "du hành vũ trụ")
- Ossowiecki - zagadki jasnowidzenia, (đồng tác giả: Katarzyna Boruń-Jagodzińska) (1990)
- W świecie zjaw i mediów. Spór o duchy (1996)
- Na krawędzi zaświatów. Sporu o duchy ciąg dalszy (1999)